# Partido Balto-Alemán
El Partido Balto-Alemán (en estonio: Saksa-Balti Erakond; en alemán: Deutsch-baltische Partei in Estland) fue un partido político de Estonia que representaba a la minoría de alemanes del Báltico.

## Historia
El partido se fundó el 27 de noviembre de 1918 con el nombre de Partido Alemán en Estonia (en estonio: Saksa Erakond Eestimaal; en alemán: Deutsche Partei in Estland) como preparación para las elecciones a la Asamblea Constituyente del abril siguiente. Tras la guerra de independencia de Estonia, el partido pasó a llamarse Partido Balto-Alemán.
El partido obtuvo tres escaños en las elecciones de abril de 1919. En las elecciones parlamentarias de 1920 obtuvo cuatro escaños, pero se redujo a tres en las elecciones de 1923 y a dos en las de 1926. Para las elecciones de 1929, el partido formó el Bloque Alemán-Sueco, obteniendo tres escaños. Esta posición se mantuvo en las elecciones de 1932, donde el bloque obtuvo de nuevo tres escaños.
El mayor éxito del partido fue la ley de autonomía cultural aprobada por el parlamento estonio, en 1925. Fue una de las leyes sobre minorías más liberales del período de entreguerras a nivel internacional. Además de los alemanes del Báltico, también se aplicó a los rusos, suecos y judíos. En 1926, los alemanes que habían sido expropiados durante la reforma agraria de 1919 también recibieron una compensación.
En 1933, grupos nacionalsocialistas intentaron infiltrarse en el partido. El gobierno estonio intervino, declaró inválidas las elecciones de los partidos y prohibió los grupos políticos nazis.

## Ideología
El partido fue concebido como un partido unificador de la minoría alemana del Báltico. Durante siglos, los alemanes formaron la clase alta educada y rica de Estonia por lo que el partido representaba a la antigua nobleza terrateniente con sus grandes propiedades y a la burguesía adinerada. En consonancia con la naturaleza de esta clientela, se adoptaron posiciones conservadoras.

## Resultados electorales
Los resultados electorales antes de su disolución fueron los siguientes:
| Elección | Votos  | %    | Escaños | +/–         | Posición | Coalición                    |
| -------- | ------ | ---- | ------- | ----------- | -------- | ---------------------------- |
| 1919     | 11.462 | 2,50 | 3/120   | Nuevo       | 7.º      |                              |
| 1920     | 18.444 | 3,91 | 4/100   | 1           | 8.º      |                              |
| 1923     | 15.950 | 3,47 | 3/100   | 1           | 11.º     |                              |
| 1926     | 13.278 | 2,54 | 2/100   | 1           | 9.º      |                              |
| 1929     | 16.235 | 3,21 | 3/100   | 1           | 8.º      | Con la Liga del Pueblo Sueco |
| 1932     | 15.527 | 3,10 | 3/100   | Sin cambios | 6.º      | Con la Liga del Pueblo Sueco |